# 4U 1700-37
4U 1700-37, conosciuta anche come V884 Sco, è una delle sorgenti binarie di raggi X più potenti, ed è classificata come binaria a raggi X di massa elevata.
È stata scoperta dal satellite Uhuru. La designazione "4U" si riferisce al quarto (e ultimo) catalogo Uhuru.
La sorgente di raggi X è associata a una brillante supergigante blu HD 153919, attorno alla quale orbita un oggetto compatto in accrescimento che deve essere una stella di neutroni o un buco nero. La sorgente di raggi X viene eclissata dalla stella ogni 3,4 giorni, ma non è stata ancora osservata alcuna pulsazione. La sorgente è una delle dieci sorgenti di raggi X persistenti più brillanti nella regione dei raggi X duri (da 10 a 100 keV).
Le prove del raffreddamento Compton durante un brillamento di raggi X registrato dal telescopio Chandra, suggeriscono decisamente che l'oggetto compatto sia una stella di neutroni; se ciò fosse verificato, esso sarebbe tra i più massicci conosciuti, vicino al limite del massimo teorico.
4U 1700-37 è un sistema in allontanamento. Ha una velocità di 63±5 km/s rispetto al suo ammasso madre, NGC 6231. È stato espulso dall'ammasso circa 2,2 milioni di anni fa dall'esplosione di una supernova.